# 오륜터널
오륜터널(五倫터널)은 부산광역시 금정구 오륜동에 위치한 터널이다. 번영로가 개통된 1980년에 개통하였으며, 도시고속도로인 번영로를 구성한다.
대한민국에서 몇 없는 쌍쌍굴 형태의 터널이며, 통과 후 다시 만난다. 오륜1터널과 오륜2터널로 구성되어 있다.

## 구조
- 편도 2차선의 쌍굴형식(길이 520m)

## 경유 도로
- 번영로
- 대체도로로는 중앙대로, 명륜로, 서동고개길 등이 있다.

## 자동차 전용도로
이 터널은 개통과 동시에 자동차 전용도로로 지정되어서 자전거, 보행자 등의 통행이 금지되어 있다. 이륜자동차(모터사이클 혹은 오토바이)의 경우 긴급자동차(싸이카 및 소방용 모터사이클 등)에 한해 통행이 가능하며 그 밖의 이륜자동차, 초소형전기자동차는 통행을 금지하고 있다.
- 이 터널은 두 갈래로 나뉘는데, 어느 방향으로 가도 상관없다. 통과 후 다시 만나기 때문이다. 1ㆍ2차로에서 서울(혹은 정관신도시) 방향으로, 3ㆍ4차로에서 구서동(혹은 남포동) 방향으로 가려고 무리하게 차로변경할 필요가 없다.